# Mabinay
Mabinay é um município de  primeira classe de renda municipal (d) na província Negros Oriental, nas Filipinas. De acordo com o censo de 1 de maio  de  2020 possui uma população de 82 953 pessoas e 20 331 domicílios.